# 高村佳秀
高村 佳秀（たかむら よしひで、1987年6月27日 - ）は、日本のドラマー。
熊本県出身。身長167cm、血液型AB型。BLUE ENCOUNTのドラムス担当。愛称はよっちゃん。

## 人物
- 熊本高等専門学校卒業。
- 母親がピアノの先生だったこともあり、幼少期からピアノを習い、バンドを始める前はジャズドラムをやっていた。
- 中学ではテニス部だったが、運動神経はあまり良い方ではない。
- バンド上京以前は高村の実家をスタジオがわりに使っていたためバンド内の役割として紅茶入れ担当をしていた。現在はスタジオで紅茶を頼んでも8割は断られるらしい
- Perfumeのファンである。
- Gretsch Drumsのエンドーサーである